# Paramuricea placomus
Paramuricea placomus is een zachte koraalsoort uit de familie Plexauridae. De wetenschappelijke naam is gepubliceerd in 1758 door Linnaeus in de tiende editie van Systema naturae.